# Хаджи, Ашир оглы
Ашир оглы Хаджи (1914 год, село Шахман, Красноводский уезд, Закаспийская область, Туркестанский край, Российская империя — неизвестно, Туркменская ССР) — бурильщик конторы разведочного бурения № 2 треста «Туркменбурнефть» объединения «Туркменнефть», Герой Социалистического Труда (23.05.1966).

## Биография
Родился в 1914 году в селе Шахман Красноводского уезда.
С 1939 г. и до выхода на пенсию работал в организации, которая сначала называлась трестом «Туркменнефть», а затем трестом «Туркменбурнефть» объединения «Туркменнефть»: буровой рабочий, помощник бурильщика, бурильщик конторы разведочного бурения № 2.
Указом Президиума Верховного Совета СССР от 23 мая 1966 года удостоен звания Героя Социалистического Труда за «выдающиеся заслуги в выполнении заданий семилетнего плана по добыче нефти и достижение высоких технико-экономических показателей в работе» с вручением ордена Ленина и золотой медали «Серп и Молот» (№ 12195).
С 1970 года — персональный пенсионер союзного значения.
Награждён медалями «За доблестный труд в Великой Отечественной войне», «За трудовую доблесть».